# 佐々木駅
佐々木駅（ささきえき）は、新潟県新発田市上中沢にある、東日本旅客鉄道（JR東日本）白新線の駅。

## 歴史
- 1952年（昭和27年）12月23日：白新線・新発田 - 葛塚（現・豊栄駅）間開業の際に開設[1][2]。
- 1984年（昭和59年）2月1日：業務委託駅となる[4]。貨物の取り扱いを廃止[2]。
- 1985年（昭和60年）3月14日：荷物の扱いを廃止[2]。
- 1987年（昭和62年）4月1日：国鉄分割民営化により、JR東日本の駅となる[2]。
- 2003年（平成15年）：山小屋風の駅舎に改築[1]。
- 2006年（平成18年）1月21日：ICカード「Suica」の利用が可能となる[5]。
- 2025年（令和7年）3月15日：終日無人化[3]。

## 駅構造
単式ホーム1面1線、島式ホーム1面2線の計2面3線のホームを有する地上駅である。両ホームは跨線橋で連絡している。かつては信越くみあい飼料および北興化学工業の専用線が存在した。
無人駅である（新潟駅管理）。駅舎内には簡易Suica改札機や自動券売機のほか、自動販売機やトイレなどがある。

### のりば
| 番線 | 路線    | 方向           | 行先           |
| ---- | ------- | -------------- | -------------- |
| 1・3 | ■白新線 | 下り           | 新発田方面     |
| 1・3 | ■白新線 | 上り           | 新潟方面       |
| 2    | ■白新線 | （予備ホーム） | （予備ホーム） |

- 一線スルー方式となっており[1]、おもに1番線から発着する。

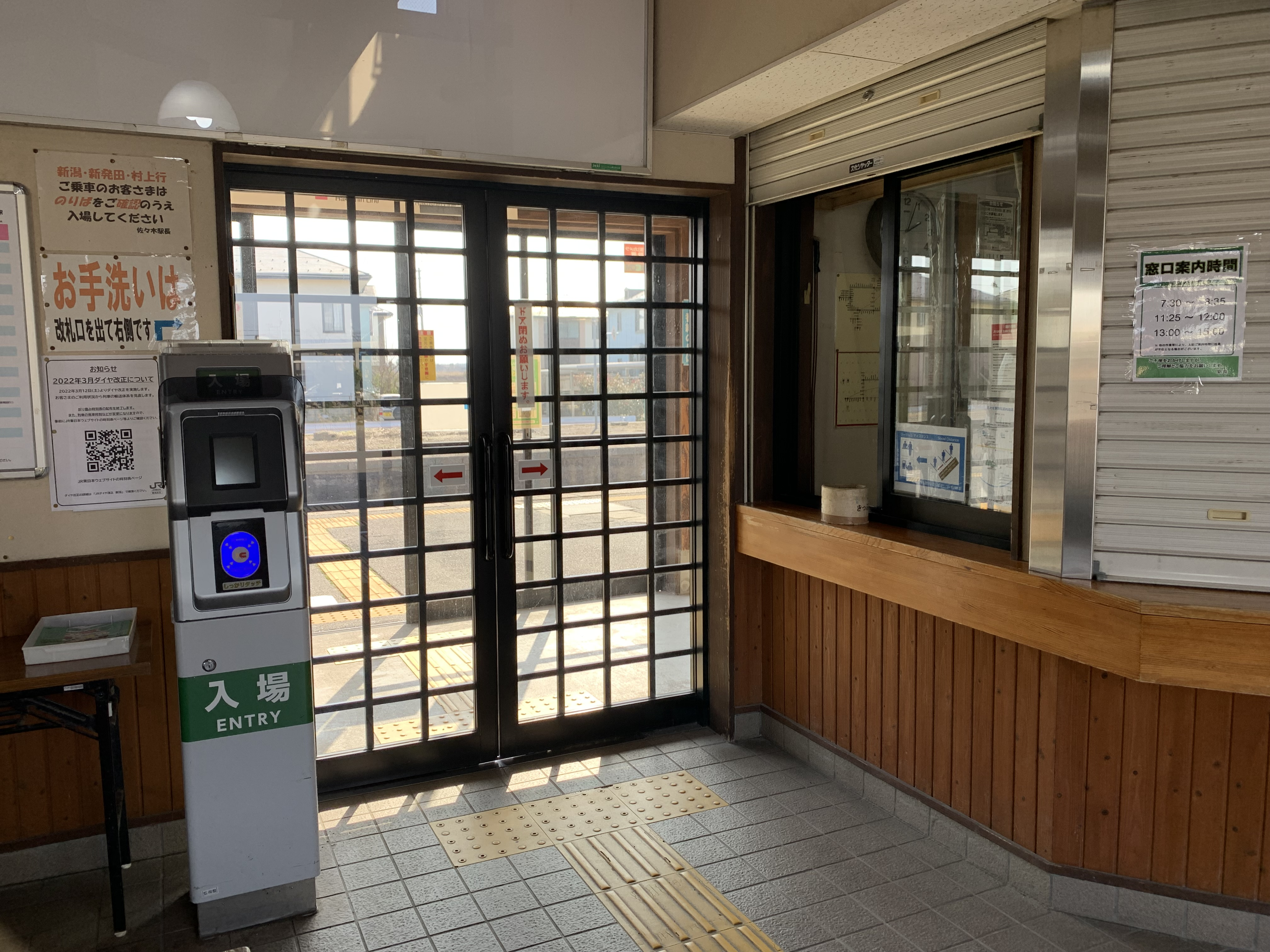
改札口（2022年3月）
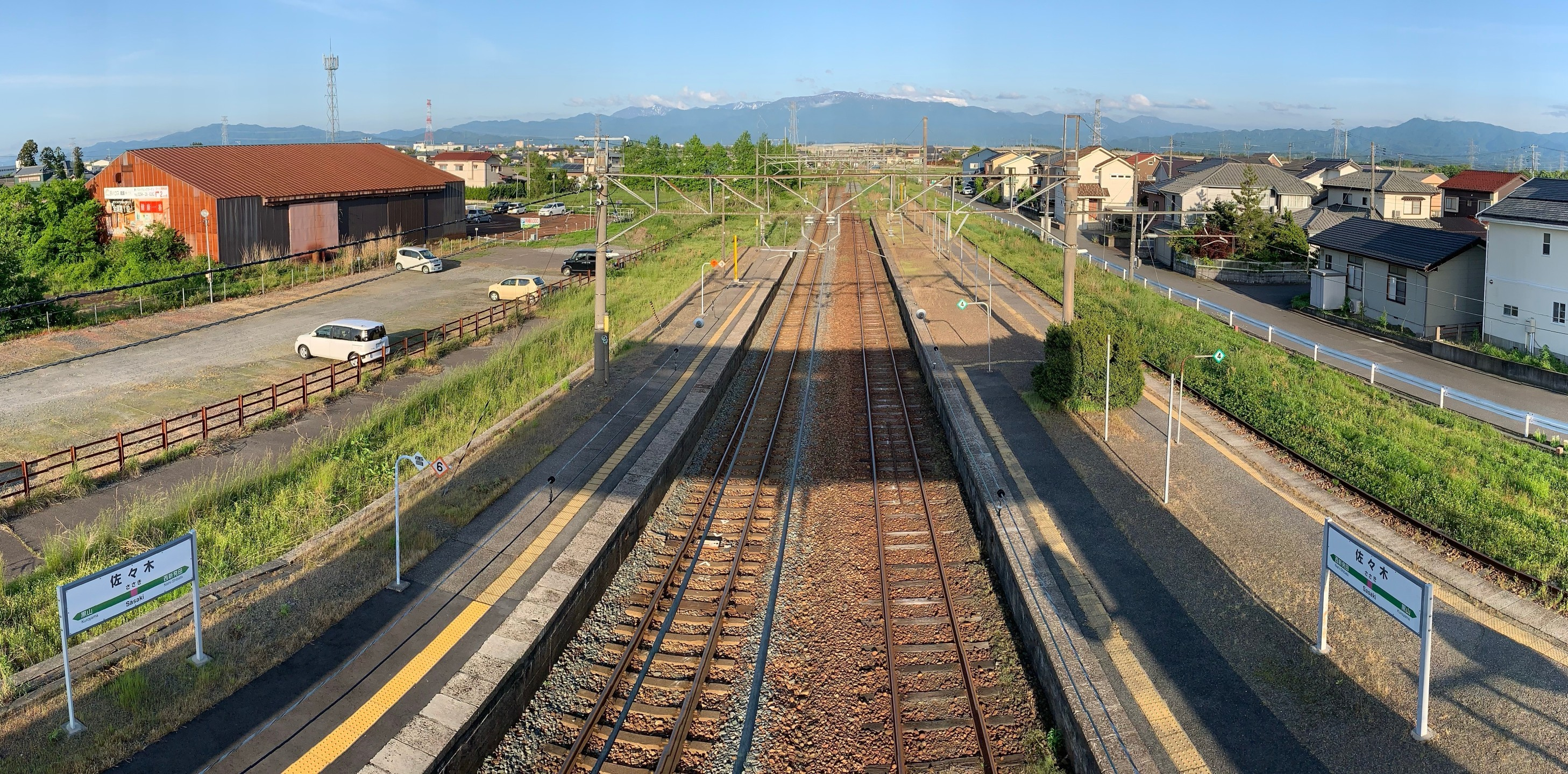
ホーム（2020年5月）

## 利用状況
JR東日本によると、2023年度（令和5年度）の1日平均乗車人員は761人である。
2000年度（平成12年度）以降の推移は以下のとおりである。
| 1日平均乗車人員推移 | 1日平均乗車人員推移 | 1日平均乗車人員推移 | 1日平均乗車人員推移 | 1日平均乗車人員推移 |
| 年度                | 定期外              | 定期                | 合計                | 出典                |
| ------------------- | ------------------- | ------------------- | ------------------- | ------------------- |
| 2000年（平成12年）  |                     |                     | 765                 | [ 利用客数 2 ]      |
| 2001年（平成13年）  |                     |                     | 774                 | [ 利用客数 3 ]      |
| 2002年（平成14年）  |                     |                     | 781                 | [ 利用客数 4 ]      |
| 2003年（平成15年）  |                     |                     | 774                 | [ 利用客数 5 ]      |
| 2004年（平成16年）  |                     |                     | 785                 | [ 利用客数 6 ]      |
| 2005年（平成17年）  |                     |                     | 780                 | [ 利用客数 7 ]      |
| 2006年（平成18年）  |                     |                     | 744                 | [ 利用客数 8 ]      |
| 2007年（平成19年）  |                     |                     | 765                 | [ 利用客数 9 ]      |
| 2008年（平成20年）  |                     |                     | 797                 | [ 利用客数 10 ]     |
| 2009年（平成21年）  |                     |                     | 796                 | [ 利用客数 11 ]     |
| 2010年（平成22年）  |                     |                     | 804                 | [ 利用客数 12 ]     |
| 2011年（平成23年）  |                     |                     | 847                 | [ 利用客数 13 ]     |
| 2012年（平成24年）  | 135                 | 717                 | 853                 | [ 利用客数 14 ]     |
| 2013年（平成25年）  | 141                 | 757                 | 899                 | [ 利用客数 15 ]     |
| 2014年（平成26年）  | 138                 | 698                 | 836                 | [ 利用客数 16 ]     |
| 2015年（平成27年）  | 142                 | 717                 | 860                 | [ 利用客数 17 ]     |
| 2016年（平成28年）  | 145                 | 739                 | 885                 | [ 利用客数 18 ]     |
| 2017年（平成29年）  | 140                 | 750                 | 890                 | [ 利用客数 19 ]     |
| 2018年（平成30年）  | 144                 | 741                 | 886                 | [ 利用客数 20 ]     |
| 2019年（令和元年）  | 136                 | 703                 | 839                 | [ 利用客数 21 ]     |
| 2020年（令和02年）  | 99                  | 624                 | 723                 | [ 利用客数 22 ]     |
| 2021年（令和03年）  | 100                 | 648                 | 749                 | [ 利用客数 23 ]     |
| 2022年（令和04年）  | 117                 | 621                 | 738                 | [ 利用客数 24 ]     |
| 2023年（令和05年）  | 133                 | 628                 | 761                 | [ 利用客数 1 ]      |

## 駅周辺

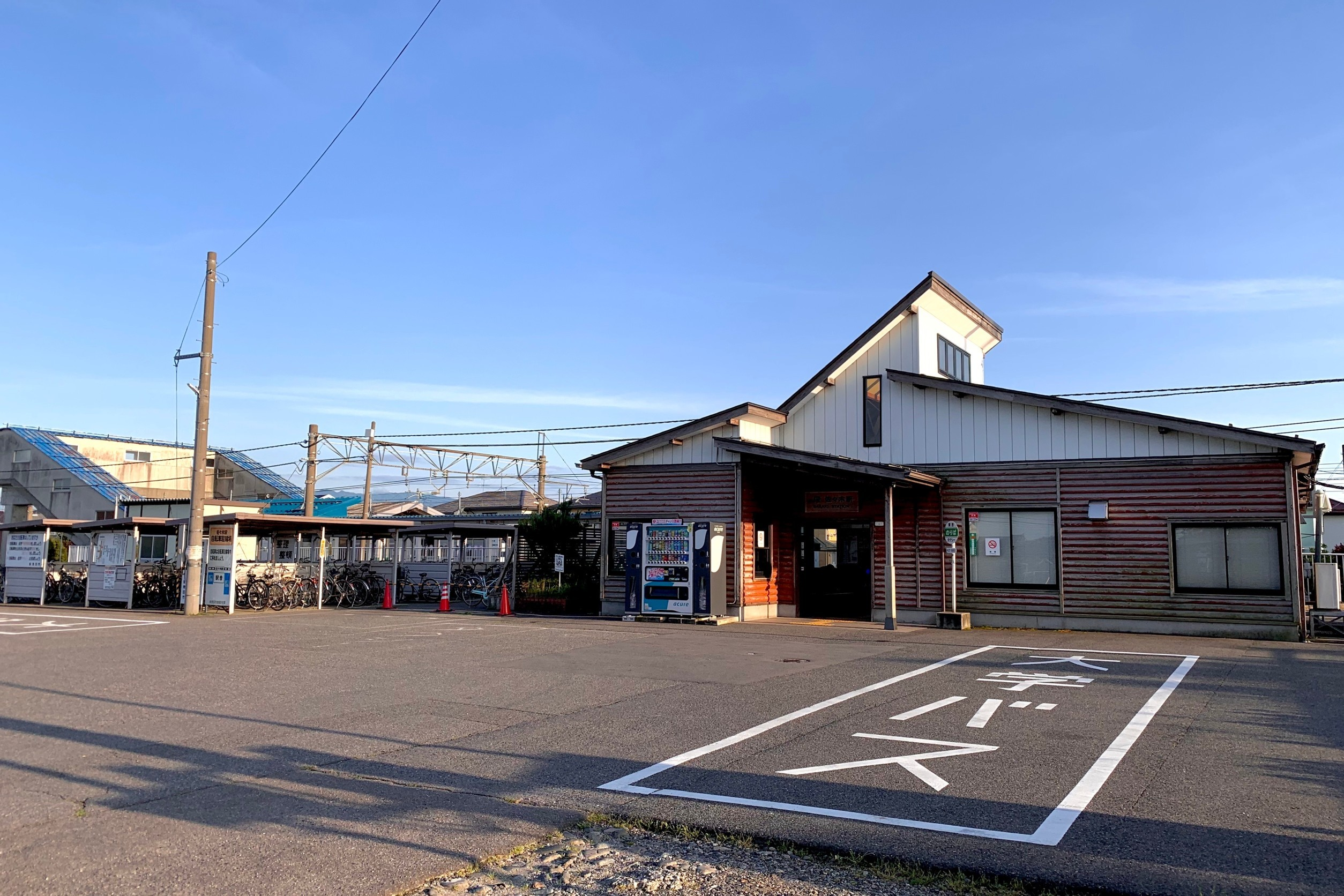
駅前に設けられた敬和学園大学のバス待機所（2020年5月）

周辺は古くから住宅地となっており、特に駅裏手の上中沢西地区は新興住宅地となっている。

### 駅前（北側）
- 新潟県道391号佐々木停車場線
- 新潟県道3号新潟新発田村上線（旧7号）
- 新潟県道26号新発田豊栄線（旧7号）
- 佐々木郵便局
- 天理教佐々木分教会
- 敬和学園大学
- ハローワーク新発田

### 駅舎裏（南側）
- 新発田市立佐々木小学校
- JA北越後佐々木支店

## バス路線

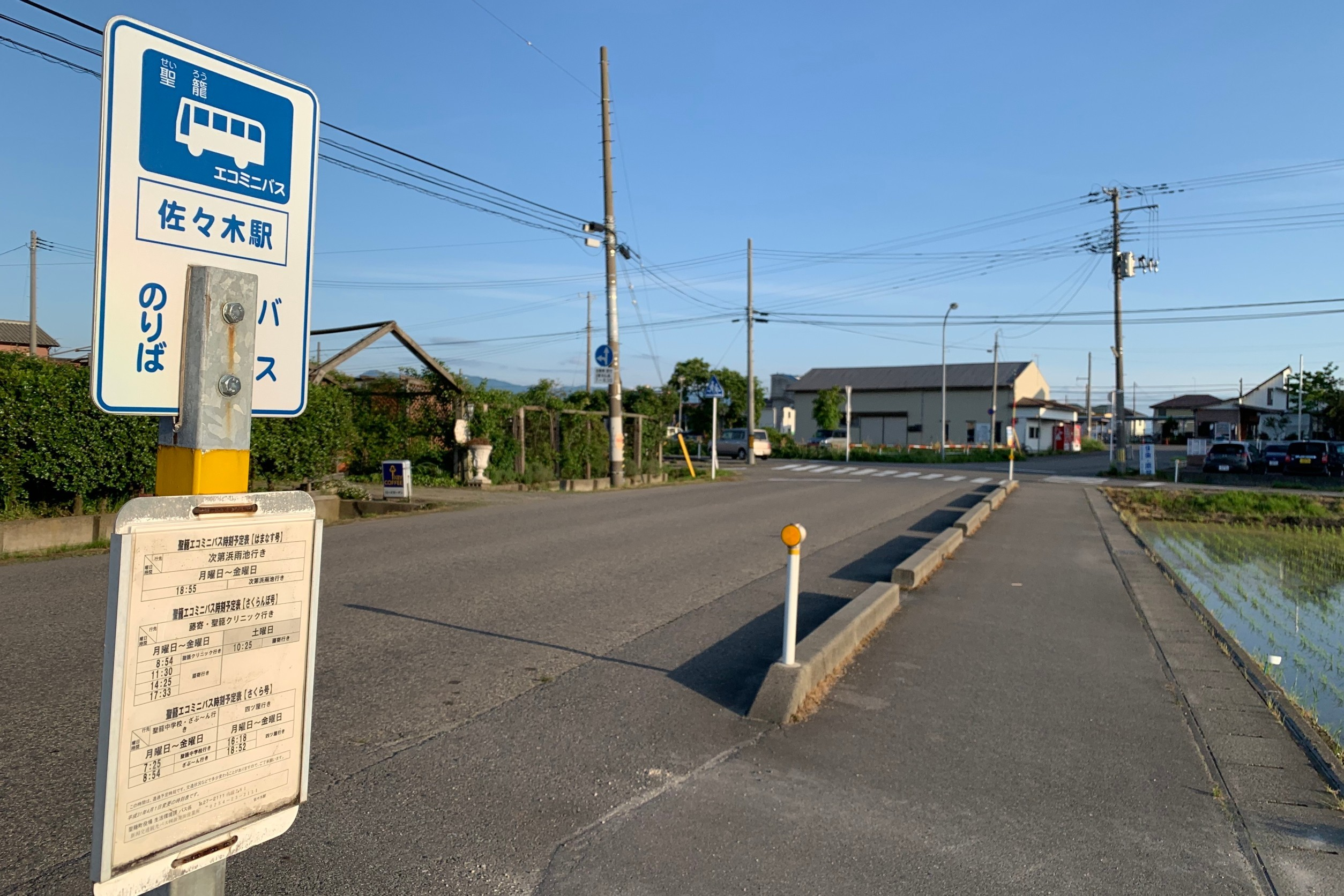
聖籠エコミニバス「佐々木駅」バス停（2020年5月）

駅前には隣接する北蒲原郡聖籠町が運営する「聖籠エコミニバス」の佐々木駅バス停があり、聖籠町中心部方面への路線が運行されている。また、駅の北側を走る県道26号（旧国道7号）沿い（徒歩約2分）には新潟交通観光バスの佐々木駅前バス停があり、新発田・新潟両市中心部方面への路線バスが運行されている。
2025年（令和7年）4月現在の路線を以下に示す。
佐々木駅
駅舎前に設置されており、聖籠エコミニバスが発着している。
- はまなす号[7]
- さくらんぼ号[7]
- さくら号[7]

佐々木駅前
佐々木駅前交差点沿いに設置されており、新潟交通観光バスが発着している。
- ローソン前（新潟方面）
  - E46：新潟駅前・万代シテイ[8]
  - 新潟競馬場 - 中央競馬開催日・場外発売日のみ運行
- ワゴードライ前（新発田方面）
  - 新発田駅前・新発田営業所

## 隣の駅
東日本旅客鉄道（JR東日本）
■白新線
■快速
通過
■普通
黒山駅 - 佐々木駅 - 西新発田駅

### 記事本文
1. 1 2 3 4 5 6 7 8 9 10  『週刊 JR全駅・全車両基地』 14号 長野駅・新津駅・高田駅ほか、朝日新聞出版〈週刊朝日百科〉、2012年11月11日、27頁。
2. 1 2 3 4 5  石野哲（編）『停車場変遷大事典 国鉄・JR編 Ⅱ』（初版）JTB、1998年10月1日、566-567頁。ISBN 978-4-533-02980-6。
3. 1 2 3 4  “広報しばた 2025年3月3日号 > 白新線佐々木駅の係員による案内業務を終了します” (PDF).   新発田市. p. 12 (2025年3月3日). 2025年3月4日閲覧。
4. ↑  「新潟鉄局、59年4月に越後線電化で3駅を無人駅に。」『日本経済新聞』日本経済新聞社、1983年8月14日、地方経済面／長野、3面。
5. ↑  『2006年1月21日（土）新潟エリアSuicaデビュー!』（PDF）（プレスリリース）東日本旅客鉄道新潟支社、2005年9月21日。オリジナルの2006年1月5日時点におけるアーカイブ。2021年1月8日閲覧。
6. 1 2  “JR東日本：駅構内図・バリアフリー情報（佐々木駅）”.   東日本旅客鉄道. 2025年4月21日閲覧。
7. 1 2 3  “聖籠町循環バス 聖籠エコミニバス時刻表” (PDF).   聖籠町. 2025年4月21日閲覧。
8. ↑  “系統図（E46 万代シテイ - 大形本町・木崎 - 新発田営業所）” (PDF). 新発田エリア | 新潟交通観光バス.   新潟交通観光バス. 2025年4月21日閲覧。

### 利用状況
1. 1 2  “各駅の乗車人員（2023年度）”.   東日本旅客鉄道. 2024年7月21日閲覧。
2. ↑  “各駅の乗車人員（2000年度）”.   東日本旅客鉄道. 2019年4月7日閲覧。
3. ↑  “各駅の乗車人員（2001年度）”.   東日本旅客鉄道. 2019年4月7日閲覧。
4. ↑  “各駅の乗車人員（2002年度）”.   東日本旅客鉄道. 2019年4月7日閲覧。
5. ↑  “各駅の乗車人員（2003年度）”.   東日本旅客鉄道. 2019年4月7日閲覧。
6. ↑  “各駅の乗車人員（2004年度）”.   東日本旅客鉄道. 2019年4月7日閲覧。
7. ↑  “各駅の乗車人員（2005年度）”.   東日本旅客鉄道. 2019年4月7日閲覧。
8. ↑  “各駅の乗車人員（2006年度）”.   東日本旅客鉄道. 2019年4月7日閲覧。
9. ↑  “各駅の乗車人員（2007年度）”.   東日本旅客鉄道. 2019年4月7日閲覧。
10. ↑  “各駅の乗車人員（2008年度）”.   東日本旅客鉄道. 2019年4月7日閲覧。
11. ↑  “各駅の乗車人員（2009年度）”.   東日本旅客鉄道. 2019年4月7日閲覧。
12. ↑  “各駅の乗車人員（2010年度）”.   東日本旅客鉄道. 2019年4月7日閲覧。
13. ↑  “各駅の乗車人員（2011年度）”.   東日本旅客鉄道. 2019年4月7日閲覧。
14. ↑  “各駅の乗車人員（2012年度）”.   東日本旅客鉄道. 2019年4月7日閲覧。
15. ↑  “各駅の乗車人員（2013年度）”.   東日本旅客鉄道. 2019年4月7日閲覧。
16. ↑  “各駅の乗車人員（2014年度）”.   東日本旅客鉄道. 2019年4月7日閲覧。
17. ↑  “各駅の乗車人員（2015年度）”.   東日本旅客鉄道. 2019年4月7日閲覧。
18. ↑  “各駅の乗車人員（2016年度）”.   東日本旅客鉄道. 2019年4月7日閲覧。
19. ↑  “各駅の乗車人員（2017年度）”.   東日本旅客鉄道. 2019年4月7日閲覧。
20. ↑  “各駅の乗車人員（2018年度）”.   東日本旅客鉄道. 2019年7月21日閲覧。
21. ↑  “各駅の乗車人員（2019年度）”.   東日本旅客鉄道. 2020年7月13日閲覧。
22. ↑  “各駅の乗車人員（2020年度）”.   東日本旅客鉄道. 2021年7月25日閲覧。
23. ↑  “各駅の乗車人員（2021年度）”.   東日本旅客鉄道. 2022年8月8日閲覧。
24. ↑  “各駅の乗車人員（2022年度）”.   東日本旅客鉄道. 2023年7月12日閲覧。